# LEDA 4668406
BX 442(Q2343-BX442)는 페가수스자리에 위치한 허블 분류 Sc형의 나선 은하이다. 이 은하는 위성 은하를 하나 가지고 있는데, 우주에서 가장 오래된 나선 은하로 잘 알려져 있다.
이 은하는 2012년 7월 12일 데이빗 로(David R. Law)가 이끄는 UCLA 연구팀에 의해 발견되었는데, 발견 당시 앨리스 샤플리(Alice E. Shapley)는 이렇게 말했다. "초기의 은하들은 마치 초신성 잔해 같아 보인다. 왜 이 은하는 이렇게 다르고, 이렇게 아름다울까?" 이 은하는 빅뱅 이후 약 30억 년 뒤 탄생했는데, 이때에는 은하 형성이 매우 활발하여 나선형의 구조가 유지될 수 있는 시간이 최대 1억 년 정도에 불과하였다.
그러나 이 은하는 우주 전체 나선 은하의 10% 가량을 차지하는 거대구조 나선은하(Grand design spiral galaxy)에 속한다.